# Oäkta pokerspel
Oäkta pokerspel är spel, inte sällan med ordet "poker" i namnet, som ej är riktiga pokerspel, men som delar någon egenskap med poker. 
Videopoker som spelas på spelautomater är exempel på "oäkta poker". De bygger på de kortkombinationer som förekommer i poker, men kortkombinationerna i spelautomaten uppkommer inte med samma sannolikheter som vid spel med kortlekar, och strategin är trivial. Dessa spelautomater är programmerade så att ägaren, till exempel ett kasino, ska gå med vinst.  I dessa sammanhang kan automatspel kallas för "poker", medan riktig poker med fysiska kort, om det förekommer i samma inrättning, fått byta namn till live poker. 
Hasardspel som Pai Gow-poker och Caribbean Stud Poker bygger också på de traditionella pokerhänderna. Slumpen har stor betydelse. Deltagarna spelar dock inte mot varandra som i riktig poker, utan mot kasinot som spelarna är dömda att förlora mot i längden. (Caribbean Stud Poker har trots namnet ingenting med stötpoker att göra.) Pai gow poker kan dock spelas mot andra spelare. 
Skämtsamma saker som spritpoker och klädpoker spelas med riktiga kort mellan riktiga tävlande, men i helt annat syfte och om helt andra saker än det vanliga. I övrigt kan de egentligen vara mycket skicklighetskrävande eftersom idén går att kombinera med vilket pokerspel som helst. 
Tveksamma varianter, som kan ses som poker beroende på hur man definierar begreppet, är Guts och Indianpoker (Enkortspoker). Dessa spelas med pengar eller marker mellan riktiga deltagare men skiljer sig i andra avseenden från de andra pokerspelen. Betydligt mindre skicklighetskrävande än kasinopoker. 
Bland övriga pokerliknande kortspel finns: 
- Chicago
- Kontrabluff
- Poke